# 网纹麻蜥
网纹麻蜥（学名：Eremias grammica）为蜥蜴科麻蜥属的爬行动物。分布于哈萨克斯坦、吉尔吉斯斯坦、乌兹别克斯坦、土库曼斯坦、阿富汗、伊朗、土耳其以及中国大陆的新疆等地，一般生活于新疆最西部荒漠沙地以及植被稀疏之处。该物种的模式产地在埃及。

## 保护
本种于2023年被收录入《有重要生态、科学、社会价值的陆生野生动物名录》。